# العلاقات الإكوادورية البرازيلية
العلاقات الإكوادورية البرازيلية هي العلاقات الثنائية التي تجمع بين الإكوادور والبرازيل.

## مقارنة بين البلدين
هذه مقارنة عامة ومرجعية للدولتين:
| وجه المقارنة                                              | الإكوادور                      | البرازيل |
| --------------------------------------------------------- | ------------------------------ | --- |
| المساحة (كم2)                                             | 283.56 ألف                     | 8.52 مليون |
| عدد السكان (نسمة)                                         | 16.62 مليون                    | 202.66 مليون |
| الكثافة السكانية (ن./كم²)                                 | 58.61                          | 23.79 |
| العاصمة                                                   | كيتو                           | برازيليا، ريو دي جانيرو |
| اللغة الرسمية                                             | اللغة الإسبانية، كيشوا ‏، شوار ‏ | برتغالية برازيلية، Brazilian Sign Language ‏ |
| العملة                                                    | دولار أمريكي، سوكري إكوادوري   | ريال برازيلي، كروزيرو ريال برازيلي ‏، كروزيرو البرازيلية (1990–1993)، البرازيلي كروزادو نوفو، كروزادو برازيلي، cruzeiro ‏، كروزيرو البرازيلية (1942–1967)، الريال البرازيلي (قديم) |
| الناتج المحلي الإجمالي (بليون دولار)                      | 103.06 مليار                   | 2.06 تريليون |
| الناتج المحلي الإجمالي (تعادل القوة الشرائية) بليون دولار | 185.24 مليار                   | 3.22 تريليون |
| الناتج المحلي الإجمالي الاسمي للفرد دولار أمريكي          | 6.21 ألف                       | 8.54 ألف |
| الناتج المحلي الإجمالي للفرد دولار أمريكي                 | 11.37 ألف                      | 15.89 ألف |
| مؤشر التنمية البشرية                                      | 0.746                          | 0.754 |
| رمز المكالمات الدولي                                      | +593                           | +55 |
| رمز الإنترنت                                              | .ec                            | .br |
| المنطقة الزمنية                                           | 00                             | |

## منظمات دولية مشتركة
يشترك البلدان في عضوية مجموعة من المنظمات الدولية، منها:
| علم المنظمة | اسم المنظمة                                                          | تاريخ انضمام الإكوادور | تاريخ انضمام البرازيل |
| ----------- | -------------------------------------------------------------------- | ---------------------- | --------------------- |
|             | مجموعة دول الأنديز                                                   | ?                      | ?                     |
|             | وكالة حظر الأسلحة النووية في أمريكا اللاتينية ومنطقة البحر الكاريبي ‏ | ?                      | ?                     |
|             | الاتحاد البريدي العالمي                                              | ?                      | ?                     |
|             | يونسكو                                                               | 22 يناير 1947          | 4 نوفمبر 1946         |
|             | البنك الدولي للإنشاء والتعمير                                        | 28 ديسمبر 1945         | 14 يناير 1946         |
|             | منظمة التجارة العالمية                                               | ?                      | ?                     |
|             | وكالة ضمان الاستثمار متعدد الأطراف                                   | 12 أبريل 1988          | 7 يناير 1993          |
|             | اتحاد دول أمريكا الجنوبية                                            | ?                      | ?                     |
|             | الاتحاد الدولي للاتصالات                                             | 17 أبريل 1920          | 4 يوليو 1877          |
|             | منظمة الشرطة الجنائية الدولية                                        | ?                      | ?                     |
|             | مؤسسة التمويل الدولية                                                | 20 يوليو 1956          | 31 ديسمبر 1956        |
|             | الأمم المتحدة                                                        | 21 ديسمبر 1945         | 24 أكتوبر 1945        |
|             | مؤسسة التنمية الدولية                                                | 7 نوفمبر 1961          | 15 مارس 1963          |
|             | الفريق المعني برصد الأرض                                             | ?                      | ?                     |
|             | منظمة حظر الأسلحة الكيميائية                                         | ?                      | ?                     |

## وصلات خارجية
- موقع وزارة الخارجية الإكوادورية
- موقع وزارة الخارجية البرازيلية